# František Černík
František Černík (Nový Jičín, 3 giugno 1953) è un ex hockeista su ghiaccio cecoslovacco.

## Palmarès

### Olimpiadi
- 1 medaglia:
  - 1 argento (Sarajevo 1984)